# ۹۱۲ (میلادی)

## رویدادها
- ماه مه: زمین‌لرزه کوفه. در رمضان ۲۹۹ توفان تگرگی شدیدی به همراه یک زمین لرزه، خانه‌های بسیاری را در کوفه ویران کرد و کشته‌های بسیاری به جا گذاشت[۱].

## زادگان
- نیکه‌فوروس دوم، امپراتور بیزانس (م. ۹۶۹)

## درگذشتگان
- ۱۱ مه - لئوی ششم، امپراتور بیزانس (ت. ۸۶۶)